# Dialeto triestino
O triestino é um dialeto da língua vêneta falado na cidade de Trieste e fortemente influenciado por um substrato de friulano, o extinto dialecto tergestino.

## Vocabulário
O léxico do triestino é maioritariamente de origem latina, mas muitas palavras provem de outros idiomas. Como Trieste linda com a Eslovénia e estava incorporada na monarquia austríaca por quase seis séculos, muitas palavras triestinas são de origem alemã e eslovena. Devido à extensa imigração na cidade nos séculos XVIII e XIX, muitas palavras vieram também de outras linguas, como o grego, o croato e o sérvio,

## História
Após a expansão da República de Veneza, a partir da idade media, o veneziano gradualmente afirmou-se como língua franca em partes do Mediterrâneo oriental e no Mar Adriático, ao final substituindo ou influenciando fortemente a várias línguas costeiras, como os dialetos de Trieste e Ístria e também os dialetos da língua dalmática de Zara (Zadar) e Ragusa (Dubrovnik). Na cidade de Trieste, isso levou à substituição gradual do antigo dialeto tergestino e dos vizinhos dialetos eslovenos por uma língua de base veneziana.
Até o século XVIII (isto é até que a cidade histórica era ainda fechada dentro das muralhas e ainda não se tornou o porto mercantil mais importante do Império austríaco) em Trieste se falava o dialeto tergestino de tipo reto românico fortemente relacionado com os dialetos friulanos da planície,  dos quais foi separado por um enclave de dialetos vénetos arcaicos, o de Monfalcone e o de Grado, e pelos dialetos eslovenos do Carso, que cercavam a cidade completamente a partir dos primeiros séculos da Idade Média tardia. A fundação da nova cidade teve como resultado a imigração de pessoas de todas partes do Mediterrâneo e do Império austríaco. Uma grã parte da população de imigrantes vieram de Friul, Veneto, Ístria e Dalmácia. Foi então que nasceu o triestino e desapareceu o tergestino.
As hipóteses dos linguistas sobre esse processo de substituição linguística são diferentes. É possível que o dialeto "vêneto comum" (na variante veneziana, conhecido em todo o mar Adriático oriental e no Mediterrâneo Oriental até Chipre e que Veneza usava como língua franca) fora escolhido como koiné linguística entre povos de diferentes grupos étnicos, ou que fora o dialeto dominante dos imigrantes.
Este fenômeno começou a manifestar-se por primeiro entre os pescadores e os marinheiros, enquanto a burguesia tradicional continuou a falar o tergestino até ao início do século XIX. Nessa época, o tergestino era praticamente uma língua morta e o período do triestino moderno havia começado,